# Sant Segimon del Bosc
Sant Segimon del Bosc és una església de Sant Feliu de Buixalleu (Selva) protegida com a Bé Cultural d'Interès Local.

## Descripció
Edifici religiós, situat en un turó al terme municipal de Sant Feliu de Buixalleu.
Edifici d'una sola nau de planta rectangular, amb un absis semi circular com a capçalera.
La façana té una porta en arc de mig punt adovellada, i un campanar d'espedanya. Davant de la façana hi ha adossat un atri amb arcs de mig punt molt rebaixats. Els murs es troben reforçats als laterals per tres contraforts.
Els murs estan realitzats amb maçoneria i arrebossats.

## Història
Segons una consueta d'Arbúcies, aquest santuari existia ja el 923 i depenia de la parròquia d'Arbúcies. Segons aquesta consueta restaven unides les esglésies de Santa Maria de Lliors, Sant Pere Desplà, Sant Nazari, Sant Climent i Sant Iscle.
L'any 1244 Sant Segimon del Bosc consta com a ajuda de Sant Feliu de Buixalleu, caràcter que va mantenir al llarg dels segles.
L'església actual, bàsicament del segle xvi, s'assenta sobre un temple romànic, del qual ha conservat el traçat. Tot el conjunt fou restaurat l'any 1953.